# أحمد شهاب الدين (سلطان المالديف)
السلطان أحمد شهاب الدين (الديفيهي: އައްސުލްޠާން އަޙްމަދު ޝިހާބުއްދީން ސިރީ ލޯކަ އާދީއްތަ މަހާރަދުން) كان سلطان جزر المالديف من سنة 1341 إلى 1347. اعتلى العرش بعد والده السلطان عمر الأول، ثم عزلته أخته الملكة خديجة. وبعد عزله نُفِيَ إلى لامو وتم اغتياله هناك.